# Minoxidil
Minoxidil ist ein Arzneistoff, der als Antihypertonikum und zur Behandlung erblich bedingten Haarausfalls (androgenetische Alopezie) verwendet wird.
Chemisch handelt es sich um einen Abkömmling (Derivat) der Pyrimidinverbindung Kopexil.

## Geschichte
Minoxidil wurde in den 1970er Jahren in den USA ursprünglich als orales Medikament zur Behandlung von Bluthochdruck entwickelt. 1982 kam es unter dem Namen Lonolox® auf den deutschen Markt. Dabei konnte Kaushik D. Meisheri den genauen Wirkmechanismus von Minoxidil bzw. vom aktiven Metaboliten Minoxidilsulfat erst sechs Jahre später aufklären. Minoxidil ist ein Kalium-Kanal-Öffner und führt dadurch in Zellen zu einer Hyperpolarisation. Die daraus resultierenden geweiteten Blutgefäße sorgen so vermutlich für eine bessere Nährstoffversorgung der Haarfollikel und helfen so die Wachstumsphasen der Haare zu verlängern. Bei der Anwendung als Antihypertensivum wurde als Nebenwirkung ein verstärktes Haarwachstum festgestellt. Die Firma Upjohn förderte dann gezielt Studien darüber, wie Minoxidil Haarausfall bekämpfen kann und entwickelte eine 2%ige topische Minoxidillösung mit dem Handelsnamen Regaine (in den meisten Ländern) bzw. Rogaine (USA, Kanada, Skandinavien) zur Behandlung der anlagebedingten Glatzenbildung.
Seit 1988 ist Minoxidil in den USA offiziell als Mittel gegen Haarausfall zugelassen. Der Patentschutz ist im Jahr 1996 ausgelaufen. Ab diesem Zeitpunkt kamen viele neue Medikamente mit dem Wirkstoff Minoxidil auf den Markt. Die Markteinführung in Europa erfolgte 2005.
Heute wird Minoxidil zur Behandlung der anlagebedingten Glatzenbildung als 5%ige Lösung oder als 5%iger Schaum für Männer und als 2%ige Lösung für Frauen vertrieben. Als Medikation gegen Bluthochdruck steht Minoxidil in Tablettenform mit der Stärke von 2,5 mg und 10 mg zur Verfügung.

## Anwendung

### Anwendungsgebiete (Indikationen)

#### Bluthochdruck
Minoxidil ist ein Reservemittel bei sonst therapieresistentem Bluthochdruck. Von therapieresistentem Bluthochdruck spricht man, wenn maximale therapeutische Dosen anderer Antihypertonika in Dreifach-Kombination unter Verwendung eines Diuretikums keinen ausreichenden Erfolg gezeigt haben.

#### Haarausfall
Bei Männern im Alter von 18 bis 49 Jahren kann Minoxidil den Verlauf der anlagebedingten Glatzenbildung (Alopezie) für Kopfhautflächen von einem Durchmesser von 3–10 cm stabilisieren. Klinisch nicht belegt ist die Wirksamkeit im Schläfenbereich („Geheimratsecken“).
Laut Hersteller wird der Haarausfall bei 70 % bis 80 % der Fälle aufgehalten. Bei bis zu 30 % stellt sich Haarneuwuchs ein. Es wird allerdings bei weniger als 10 % ein befriedigendes Ergebnis erzielt. Die besten Ergebnisse sind für dunkelhaarige Menschen unter 50 Jahren zu erwarten, bei denen der Beginn des Haarausfalls weniger als 10 Jahre zurückliegt.
Bei Frauen kann Minoxidil den Verlauf einer anlagebedingten diffusen Kopfhaarverdünnung im Scheitelbereich stabilisieren und dem Fortschreiten einer Glatzenbildung entgegenwirken.

### Art und Dauer der Anwendung

#### Bluthochdruck
Gegen Bluthochdruck wird Minoxidil oral eingenommen. Die Dosis wird allmählich gesteigert, bis die gewünschte Blutdrucksenkung erzielt wird oder die zugelassene Höchstdosis erreicht ist. Beschränkungen für die Dauer der Einnahme existieren nicht. Minoxidil führt zu Ödemen (Wassereinlagerungen) und zur reflektorischen Tachykardie, daher sollte Minoxidil immer gleichzeitig mit einem Diuretikum und einem Betablocker gegeben werden.

#### Haarausfall
Das Medikament wird als Lösung oder Schaum zweimal täglich auf die Kopfhaut aufgetragen. Im Erfolgsfall (ca. 30 % der männlichen Probanden) sind erste Ergebnisse nach drei bis vier Monaten bemerkbar. Die maximale Wirksamkeit stellt sich nach etwa zwölf Monaten ein. Bei Absetzen schreitet der Haarausfall nach drei bis vier Monaten wieder fort. Bei einigen Patienten wurde zwei bis sechs Wochen nach Behandlungsbeginn vorübergehend ein vermehrter Haarausfall beobachtet, der dadurch entstehen kann, dass neu nachwachsende Haare die „alten“ nicht mehr aktiven Haare aus der Kopfhaut herausschieben. Dieser Effekt wird „Shedding-Effekt“ genannt. Die Wirksamkeit lässt sich laut einer neueren Studie erhöhen, wenn Minoxidil mit Hilfe eines Radiofrequenz-Mikronadelns zugeführt wird. Die erhöhte Wirksamkeit von Minoxidil in Kombination mit Microneedling beruht nicht auf einer verstärkten Aufnahme des Minoxidil, sondern auf der Freisetzung einer ganzen Reihe von Wachstumsfaktoren. Dass Wundheilungsprozesse Haarwuchs stimulieren können, war schon lange bekannt. Durch das Microneedling werden Wundheilungsprozesse induziert.
In letzter Zeit wurden einige Studien durchgeführt, welche die Wirksamkeit und Sicherheit von oralem Minoxidil bei Haarausfall untersuchen. In Mengen bis zu 5 mg oral gilt Minoxidil bei gesunden Personen als sicher. Bei höheren Dosen treten verstärkt Nebenwirkungen wie Ödeme und Hypotension auf. Die Wirksamkeit von oralem Minoxidil (5 mg) bei AGA ist ungefähr mit der 5%igen Lösung vergleichbar. Sehr gute Ergebnisse auch im Stirnbereich/Geheimratsecken wurden nach vier Monaten kombinierter Anwendung von Minoxidil (5 mg oral) + Dutasterid (0,5 mg oral) erzielt.

### Gegenanzeigen (Kontraindikationen)
Minoxidil darf nicht eingenommen werden bei:
- Überempfindlichkeit gegen den Wirkstoff
- Pulmonaler Hypertonie aufgrund einer Mitralstenose
- Phäochromozytom

Minoxidil zur Anwendung auf der Kopfhaut darf nicht angewendet werden bei:
- gleichzeitiger Anwendung anderer topischer Arzneimittel auf die Kopfhaut
- plötzlich auftretendem oder ungleichmäßigem Haarausfall
- Schwangerschaft und von stillenden Müttern
- gelegentlichen Hinweisen auf kosmetisch störendes reversibles Haarwachstum im Gesicht während der Behandlung (gilt für Frauen, die die Lösung oder den Schaum für Männer anwenden)
- Anwendung am Haaransatz (Stirn, Schläfe) (gilt für Anwendung des Männer-Schaums)
- fehlenden familiären Hinweisen auf frühzeitigen Haarausfall oder Verdünnung der Kopfhaare

### Wechselwirkungen mit anderen Medikamenten

#### Bluthochdruck
Bei gleichzeitiger Gabe von Alphablockern kann es zu schweren Orthostasereaktionen kommen. Manche Neuroleptika verstärken außerdem die Wirkung von Minoxidil.

#### Haarausfall
Derzeit liegen keine Hinweise zu Wechselwirkungen mit anderen Mitteln vor. Theoretisch besteht die Möglichkeit, dass durch Minoxidil eine orthostatische Hypotonie (Blutdruckabfall beim Wechsel vom Liegen zum Stehen) bei Patienten, die gleichzeitig periphere gefäßerweiternde Arzneimittel zur Blutdrucksenkung einnehmen, verstärkt werden kann. Dies konnte bisher klinisch nicht verifiziert werden.

### Unerwünschte Wirkungen (Nebenwirkungen)

#### Bluthochdruck
Zu den Nebenwirkungen zählen eine verstärkte Natrium- und Wasserretention, Hyperglykämie, Hyperurikämie, Anstieg der Herzfrequenz und Hypertrichose.

#### Haarausfall
Bedingt durch das Auswachsen stärkerer Haare aus denselben Follikeln kommt es bei der Behandlung häufig zum Haarausfall. Dieser tritt in Einzelfällen verstärkt nach vier bis sechs Wochen während der Behandlung auf und wird auch nach Absetzen von Minoxidil berichtet.
Des Weiteren kann Folgendes auftreten:
Häufig (kann bis zu 1 von 10 Behandelten betreffen):
- Kopfschmerzen
- Juckreiz, Hautrötungen, Hypertrichose
- Vermehrtes Haarwachstum außerhalb des behaarten Kopfes
- Hypertonie

Nicht bekannt (Häufigkeit auf Grundlage der verfügbaren Daten nicht abschätzbar):
- Überempfindlichkeitsreaktionen und Angioödem mit Reaktionen wie z. B. Schwellung von Gesicht, Lippen, Zunge und/oder Mundrachenraum, allgemeiner

Juckreiz, allgemeiner Hautausschlag, Engegefühl im Hals.
Minoxidil ist stark toxisch für Katzen, und versehentlicher Hautkontakt kann für sie bereits zum Tode führen.

## Wirkungsmechanismus (Pharmakodynamik)
Minoxidil ist ein Kaliumkanalöffner zellulärer Kaliumkanäle, der Stickstoffmonoxid (NO), also einen Vasodilatator, in seiner chemischen Struktur enthält und möglicherweise als NO-Agonist fungiert.
Durch diesen Wirkungsmechanismus werden die glatten Muskeln der arteriellen Gefäße hyperpolarisiert. Es folgt eine direkte Relaxation (Erschlaffung) der Arteriolen (kleine Arterien) und damit ein Blutdruckabfall.
Topisch angewendet kann Minoxidil den androgenetischen Haarausfall im frühen bis mittleren Stadium stoppen. Die Wirkungsweise ist noch nicht geklärt, man geht davon aus, dass Minoxidil aufgrund seiner blutdrucksenkenden Wirkung die Kapillaren erweitert und somit die Durchblutung fördert. Zusätzlich kann Minoxidil den Haarausfall aufhalten, indem es
die Ruhephase (Telogenphase) des Haarzyklus verkürzt. Dadurch wird die Wachstumsphase (Anagenphase) schneller erreicht und das Wachstum neuer Haare angeregt.

## Synthese
Minoxidil wird aus Barbitursäure in mehreren Stufen synthetisiert.
Barbitursäure wird zunächst mit Phosphoroxychlorid zu 2,4,6-Trichlorpyrimidin umgesetzt; dieses dann mit Ammoniak:Das Reaktionsprodukt wird mit Kalium-2,4-dichlorphenolat umgesetzt. Dann erfolgt eine Oxidation mit meta-Chlorperbenzoesäure. Zum Schluss wird das Phenolat nukleophil gegen Piperidin ausgetauscht.

## Handelsnamen
- Zur Blutdrucksenkung (peroral): Loniten (A, CH), Lonolox (D)
- Gegen Haarausfall (topisch): Alopexy (D, A, CH), Neocapil (CH), Regaine (D, A, CH), Rogaine (USA), Minoxicutan (D)